# Список космических запусков России в 2020 году
В 2020 году Россия выполнила пуски ракет космического назначения с космодромов «Байконур», «Восточный» и «Плесецк», кроме того проводились 2 пуска ракет «Союз-СТ» с космодрома «Куру», формально не относящиеся к российским. Россия заняла третье место по числу запусков ракет космического назначения. Доля России в космических запусках составила 13 % (15 пусков), против 34 % у КНР (39 пусков) и 32 % у США (37 пусков). 

## Список орбитальных космических запусков России в 2020 году
| Дата        | Ракета-носитель  | Полезная нагрузка | Заказчик                    | Космодром/Старт.комплекс | Результат |
| ----------- | ---------------- | --- | --------------------------- | ------------------------ | --------- |
| 7 февраля   | Союз-2.1б/Фрегат | OneWeb № 2 (34 спутника) | OneWeb                      | Байконур 31/6            | Успех     |
| 20 февраля  | Союз-2.1а/Фрегат | Меридиан-М № 19Л | ВКС России                  | Плесецк 43/3             | Успех     |
| 16 марта    | Союз-2.1б/Фрегат | Глонасс-М № 760 | ВКС России                  | Плесецк 43/4             | Успех     |
| 21 марта    | Союз-2.1б/Фрегат | OneWeb № 3 (34 спутника) | OneWeb                      | Байконур 31/6            | Успех     |
| 9 апреля    | Союз-2.1а        | Союз МС-16 | Роскосмос                   | Байконур 31/6            | Успех     |
| 25 апреля   | Союз-2.1а        | Прогресс МС-14 | Роскосмос                   | Байконур 31/6            | Успех     |
| 22 мая      | Союз-2.1б/Фрегат | Тундра № 4 | ВКС России                  | Плесецк 43/4             | Успех     |
| 23 июля     | Союз-2.1а        | Прогресс МС-15 | Роскосмос                   | Байконур 31/6            | Успех     |
| 31 июля     | Протон-М/Бриз-М  | - Экспресс-80 - Экспресс-103 | Космическая связь           | Байконур 200/39          | Успех     |
| 28 сентября | Союз-2.1б/Фрегат | - Гонец-М № 27 - Гонец-М № 28 - Гонец-М № 29 - ICEYE Х-6 - ICEYE Х-7 - Lemur-2 (4 спутника) - Kepler-2 (2 спутника) - LacunaSat-3 - MeznSat - NetSat (4 спутника) - SALSAT - «Декарт» - «Норби» - «Ярило» (2 спутника) | Спутниковая система «Гонец» | Плесецк 43/3             | Успех     |
| 14 октября  | Союз-2.1а        | Союз МС-17 | Роскосмос                   | Байконур 31/6            | Успех     |
| 25 октября  | Союз-2.1б/Фрегат | Глонасс-К № 15Л | ВКС России                  | Плесецк 43/4             | Успех     |
| 3 декабря   | Союз-2.1б/Фрегат | - Гонец-М № 30 - Гонец-М № 31 - Гонец-М № 32 - Космос-2548 | Спутниковая система «Гонец» | Плесецк 43/3             | Успех     |
| 14 декабря  | Ангара-А5/Бриз-М | ГВМ | Роскосмос                   | Плесецк 35/1             | Успех     |
| 18 декабря  | Союз-2.1б/Фрегат | OneWeb № 4 (36 спутников) | OneWeb                      | Восточный 1С             | Успех     |

## Список суборбитальных запусков России в 2020 году
| Дата       | Ракета-носитель   | Полезная нагрузка    | Заказчик                                  | Стартовый комплекс                    | Результат |
| ---------- | ----------------- | -------------------- | ----------------------------------------- | ------------------------------------- | --------- |
| 9 декабря  | РС-24 «Ярс»       | Учебные боевые блоки | Министерство обороны Российской Федерации | Подвижный грунтовый ракетный комплекс | Успех     |
| 9 декабря  | Р-29РМУ2 «Синева» | Учебные боевые блоки | Министерство обороны Российской Федерации | К-18 «Карелия»                        | Успех     |
| 12 декабря | Р-30 «Булава»     | Учебные боевые блоки | Министерство обороны Российской Федерации | К-551 «Владимир Мономах»              | Успех     |
| 12 декабря | Р-30 «Булава»     | Учебные боевые блоки | Министерство обороны Российской Федерации | К-551 «Владимир Мономах»              | Успех     |
| 12 декабря | Р-30 «Булава»     | Учебные боевые блоки | Министерство обороны Российской Федерации | К-551 «Владимир Мономах»              | Успех     |
| 12 декабря | Р-30 «Булава»     | Учебные боевые блоки | Министерство обороны Российской Федерации | К-551 «Владимир Мономах»              | Успех     |

## Статистика орбитальных запусков
Запуски РН «Союз» с космодрома «Куру» осуществляет Европейское космическое агентство и формально российскими они не являются.

### Российские запуски по ракетам-носителям
| Ракета-носитель                                 | Число стартов | Неудачи | Примечания |
| ----------------------------------------------- | ------------- | ------- | ---------- |
| Ангара-А5                                       | 1             |         |            |
| Протон-М                                        | 1             |         |            |
| Союз-2.1а                                       | 5             |         |            |
| Союз-2.1б                                       | 8             |         |            |
| Всего                                           | 15            |         |            |
| Запуски, формально не относящиеся к российским: |               |         |            |
| Союз-СТ-А                                       | 2             |         |            |

### Российские запуски по космодромам
| Космодром                                       | Число стартов | Неудачи | Примечания |
| ----------------------------------------------- | ------------- | ------- | ---------- |
| Байконур                                        | 7             |         |            |
| Восточный                                       | 1             |         |            |
| Плесецк                                         | 7             |         |            |
| Запуски, формально не относящиеся к российским: |               |         |            |
| Куру                                            | 2             |         |            |

### Все запуски по странам мира
| Страна                    | Число стартов | Неудачи | Примечания                                   |
| ------------------------- | ------------- | ------- | -------------------------------------------- |
| Китай                     | 39            | 4       |                                              |
| Соединённые Штаты Америки | 37            | 3+(1)   | РН «Астра» взорвалась при подготовке к пуску |
| Россия                    | 15            |         |                                              |
| Новая Зеландия            | 7             | 1       |                                              |
| Европейский союз          | 7             | 1       |                                              |
| Япония                    | 4             |         |                                              |
| Индия                     | 2             |         |                                              |
| Иран                      | 2             | 1       |                                              |
| Израиль                   | 1             |         |                                              |
| Всего                     | 114           | 10+(1)  |                                              |